# Bed & Breakfast (Bob's Burgers)
Bed & Breakfast es el séptimo episodio de la primera temporada de la serie animada de TV Bob's Burgers. Se emitió originalmente por Fox en Estados Unidos el 13 de marzo de 2011.
Fue escrito por Holly Schlesinger y dirigido por Boohwan Lim. Recibió críticas positivas por la interacción de personajes, bromas y argumento. De acuerdo a las mediciones de audiencia, fue visto por 4,10 millones de hogares en su emisión original. Cuenta con actuaciones invitadas de Melissa Galsky, Larry Murphy y Andy Kindler.

## Argumento
Linda vuelve al restaurante con las compras hechas para un bed and breakfast que piensa abrir. Bob está en desacuerdo con este nuevo negocio no solamente porque sus hijos deben mudarse a su cuarto para dejar libres los demás para los invitados, sino que también Linda enloquece cuando los huéspedes no aprecian sus esfuerzos para entretenerlos. Esto la fastidia y lo niega rotundamente citando que es muy buena para ello. Tina y Gene deben mudarse al cuarto de sus padres para cuando llegan los invitados: un entomólogo indo-británico llamado Javed Fazel (Larry Murphy) que dormirá en la habitación de Tina y Ed Samuel con su esposa Nora (Melissa Galsky). Linda los fuerza a participar más en el encuentro con actividades y juegos tales como contar los momentos más embarazosos; sin embargo Javed, Ed y Nora no disfrutan esto y preferirían estar en otro bed & breakfast. A Linda no le agradan sus huéspedes mientras que Louise dormirá felizmente en su propio cuarto.
A la mañana siguiente Bob se siente aliviado al volver al trajo y habla con Teddy al respecto. Éste le dice a Linda cuánto aprecia los b&b y ella le sugiere que debería ser su invitado (y el único "perfecto") e instalarse en la habitación de Louise; Bob está seguro de que Louise probablemente los matará por esto. Linda finalmente ubica a Teddy, Louise pierde la cabeza y jura venganza contra el nuevo huésped. Durante un refrigerio de queso y vino, Linda fuerza a Javed a unirse pero éste debe observar a sus insectos aparearse con la reina (Tina lo acompaña para mirar) y Louise amenaza a Teddy con comenzar su contraataque si no deja el cuarto en una hora. Pasado este tiempo, Louise rocía la cama de Teddy con las feromonas de Javed mientras que Linda se sorprende al ver a los Samuel practicando BDSM en la cama. Luego, mientras todos duermen, Louise suelta los escarabajos en su cuarto para que se "apareen" con Teddy (debido a las feromonas).
Teddy se despierta sin percatarse de los escarabajos cubriéndole la cara y asusta a la familia y a Javed. Linda culpa a Louise por sus acciones y la castiga enviándola al cuarto de aquella y encerrándola. A Teddy mucho no le afecta pero menciona que su único miedo es a animadores disfrazados porque un hombre vestido como una foca estaba teniendo una aventura con su exesposa. Louise escucha esto a través de la ventilación y llama a una empresa de animadores para pedir una docena de ellos. Linda asciende a Teddy al estado de "platino", encierra a los otros en sus habitaciones (los Samuel estaba por irse) hasta la hora de los helados y le ordena a Bob que haga una hamburguesa de panceta para Teddy. Las personas disfrazadas llegan causando que Teddy los comience a golpear; Bob calma la situación y hace entrar en razón a Linda quien se da cuenta de que perdió las llaves de las demás habitaciones. Se disculpa con Louise y le pide que abra las cerraduras con sus ganzúas. Primero lo hace con Javed quien no estaba enterado del encierro y luego con los Samuel, que estaban tratando de escapar por la ventana y habían quedado a mitad de camino entre la ventana y la calle. Linda los ayuda sin antes forzarlos a dejar su dirección de correo electrónico y que la recomienden a sus amigos. Todo vuelve a la normalidad mientras los huéspedes y los disfrazados se van y Teddy superando su miedo invitando a salir a quien tiene el disfraz de búho (supone que es una mujer pero en realidad es un hombre).

## Recepción
En su emisión original en Estados Unidos, "Bed and Breakfast" fue visto por un estimado de 4,10 millones de hogares y recibió una medición de 2.5/7% del share en adultos entre 18-49 años, un descenso desde el episodio anterior.
El episodio recibió críticas positivas. Rowan Kaiser de A. V. Club lo calificó con un "B&B+", el más alto de la noche. Le gustaron la historia y el humor pero criticó que Bob no es tan gracioso con los chicos.